# Monarca de Kauai
El monarca de Kauai (Chasiempis sclateri) és un ocell de la família dels monàrquids (Monarchidae).

## Hàbitat i distribució
Habita els boscos de les muntanyes de l'illa de Kauai, a les Hawaii.